# کژچونوف پیروشه
کژچونوف پیروشه (به لهستانی:  Krzczonów Pierwszy) یک روستا در لهستان است که در گمینا کژچونوو واقع شده‌است.